# Skrzypne
Skrzypne ist ein Dorf der Gemeinde Szaflary im Powiat Nowotarski der Woiwodschaft Kleinpolen in Polen in der Region Podhale. Das Dorf liegt zwischen dem Gebirgszug Pogórze Gubałowskie und der Talsenke Kotlina Nowotarska ca. 15 km nördlich von Zakopane und 5 km südlich von Nowy Targ. Das Dorf wurde Ende des 17. Jahrhunderts gegründet.

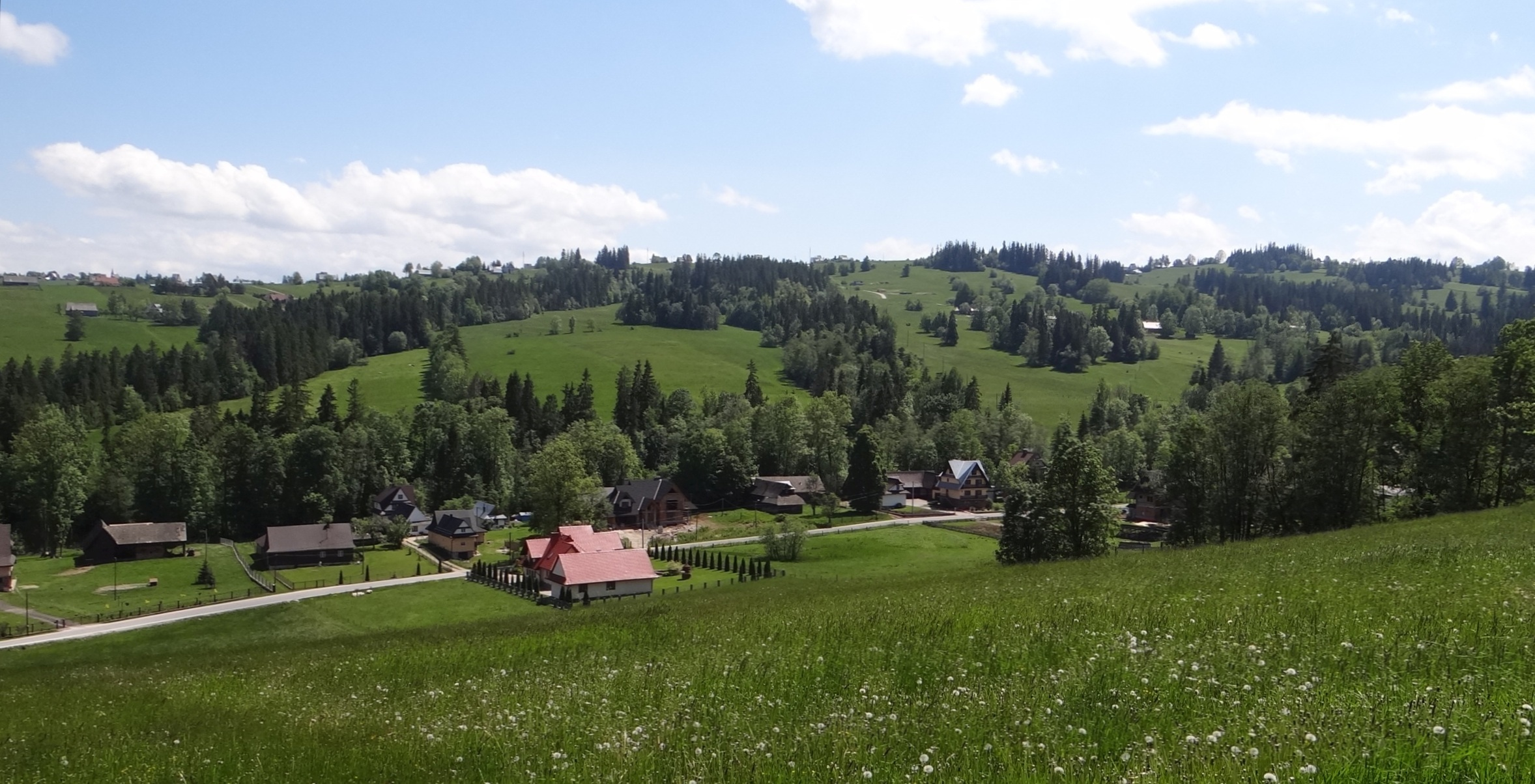
Landschaft in Skrzypne

## Tourismus
Es geht in Skrzypne ruhiger zu als in den benachbarten Skiorten Zakopane oder Bukowina Tatrzańska. Im Ort befindet sich eine moderne Marienkirche sowie eine Grundschule.